# Tlatexco
Tlatexco är en ort i Mexiko.   Den ligger i kommunen Calnali och delstaten Hidalgo, i den sydöstra delen av landet, 180 km norr om huvudstaden Mexico City. Tlatexco ligger 894 meter över havet och antalet invånare är 108.
Terrängen runt Tlatexco är huvudsakligen kuperad, men åt nordväst är den bergig. Runt Tlatexco är det ganska glesbefolkat, med 42 invånare per kvadratkilometer. Närmaste större samhälle är Tlanchinol, 16,7 km väster om Tlatexco. I omgivningarna runt Tlatexco växer i huvudsak städsegrön lövskog.